# Silvestre III
El papa Silvestre III, nascut Giovanni de' Crescenzi Ottaviani (Roma, c. 1000 – c. 1062), va ser el 146è papa de l'Església catòlica i, per tant, governant dels Estats Pontificis del 20 de gener al 10 de març de 1045.

## Fons
Batejat com a Joan, va néixer a la poderosa família patrícia romana dels Crescenzi. A la mort del papa Joan XIX l'octubre de 1032, el tron papal es va convertir en objecte de disputa entre faccions rivals de nobles. Theophylactus, un jove d'uns vint anys, fill d'Alberic III, comte de Túsculum, va ser recolzat pels nobles de Túsculum. Nebot i homònim del papa Benet VIII, va prendre el nom de Benet IX. El jove no només no estava qualificat, sinó que portava una vida dissoluta, i la lluita entre faccions va continuar. Una revolta a Roma va fer que Benet IX fos expulsat de la ciutat el 1044.

## Biografia

### L'elecció
Després que Benet IX fos expulsat de Roma el setembre de 1044, Joan, bisbe de Sabina, va ser elegit el 13 de gener de 1045, contra la seva voluntat, al final d'un llarg enfrontament entre faccions, amb el suport dels seus parents de la família Crescenzi-Ottaviani encapçalada pel comte Gerardo di Galeria i va ser consagrat el 20 de gener amb el nom de Silvestre III.  I els romans -segons el que diu Gregorovius - van declarar gairebé per unanimitat Benet caduc i Silvestre el seu nou pontífex.

### El curt pontificat
Silvestre va ser acusat, probablement falsament, d'haver subornat per obtenir les eleccions, cosa que, molt probablement, havia fet Gerardo i no ell personalment. Els Crescenzi volien recuperar el poder perdut l'any 1012 quan va ser elegit Benet VIII (1012-1024) dels comtes de Tusculum en detriment del seu candidat, l'antipapa Gregori VI (1012). Benet IX va imposar l'excomunió del nou papa el 10 de febrer i,  al cap d'un mes, va tornar a Roma i va expulsar el seu rival (9 de març de 1045), que va tornar a Sabina per reprendre el seu paper de bisbe d'aquesta diòcesi. L'endemà, Benet el va declarar deposat i va reprendre el seu càrrec. Benet IX havia estat deposat el 13 de gener pel poble de Roma instigat pels seus líders, però no per un concili de bisbes, ni per cardenals ni per una autoritat política superior com l'emperador del Sacre Germànic: per tant, el dubte que aquella deposició fos il·legítima i, de fet, no queda res; per tant, Silvestre III només podia ser un intrús i Benet IX encara era el papa legítim.
Benet IX més tard va voler retirar-se del papat però, en lloc de legitimar Silvestre com el seu successor, va vendre el càrrec al seu padrí Giovanni de Graziani, que es va convertir en el papa Gregori VI. Només per després lamentar-se i voler recuperar el càrrec, mentre que Silvestre, menyspreat tant per Benet com per Gregori, es va quedar en els llimbs polítics, recolzat per uns quants fidels.
Durant el seu breu pontificat, el papa Silvestre III no va nomenar cap cardenal nou.

### Després de la fi del pontificat
Gairebé dos anys més tard (desembre de 1046), el Concili de Sutri , convocat i presidit per l'emperador Enric III,  va privar a Silvestre III del seu bisbat i sacerdoci i li va ordenar tancar-se en un monestir,  mentre que Benet IX va ser declarat ja caducat (i, a més, excomunicat perquè no s'havia presentat a el judici) i Gregori VI va ser convidat a abdicar. Aquesta sentència va ser llavors suspesa, ja que Crescenzi-Ottaviani, ja no Silvestre III, va continuar en les seves funcions i va ser reconegut com a bisbe de Sabina fins a la seva mort: el seu successor com a bisbe de Sabina, Ubaldo, va ser registrat l'octubre de 1063, indicant que Crescenzi-Ottaviani va morir abans d'aquesta data. Altres documents acrediten que el mateix Ubaldo va ser el seu successor ja l'any 1062.
Després de la seva deposició el 10 de març de 1045, nou papes el van succeir durant la seva vida (Gregorio VI, Climent II, Damas II, Lleó IX, Víctor II, Esteve IX, Benet X, Nicolau II, Alexandre II) , però mai, a la mort o deposició de cap d'ells, ningú no va pensar en reintegrar-lo en el seu càrrec, deixant-lo sempre en pau a la seva Sabina, sabent que no aspirava a tornar al tron papal. Tampoc va ser enviat a l'exili com Gregori VI o tancat en un monestir com Benet X, i sempre es va mantenir a l'exterior dels atacs de Benet IX, que simplement el va ignorar.

## Preguntes sobre numeració pontifícia
Tot i que el dret de Silvestre III a ser considerat un autèntic papa estava, en el passat, obert a algunes discussions (alguns el consideraven antipapa, tal com va establir el Concili de Sutri i com s'ha mantingut durant segles), no obstant això, ara figura oficialment com a papa legítim a l'Anuari Pontifici del 20 de gener al 10 de març de 1045. Una situació semblant també s'aplica a Gregori VI i Climent II. Cinquanta-cinc anys després de la seva deposició, trenta-vuit després de la seva mort, l'antipapa Teodoric va reprendre el seu nom pontifici, Silvestre III, ja que  Giovanni Crescenzi-Ottaviani no era considerat un autèntic pontífex. A la Basílica de Sant Pau Extramurs, entre Benet IX i Gregori VI, el seu retrat no hi és.

## Silvestre III a la literatura
El 1907 , a la novel·la El mestre del món, Robert Hugh Benson anomena els dos últims papes Joan XXIV i Silvestre III, ja que, fins als primers anys del segle xx, Giovanni Crescenzi-Ottaviani era considerat un antipapa, mentre que Pietro Filargo i Baldassarre Cossa eren considerats Papes legítims.